# SFパノラマカード

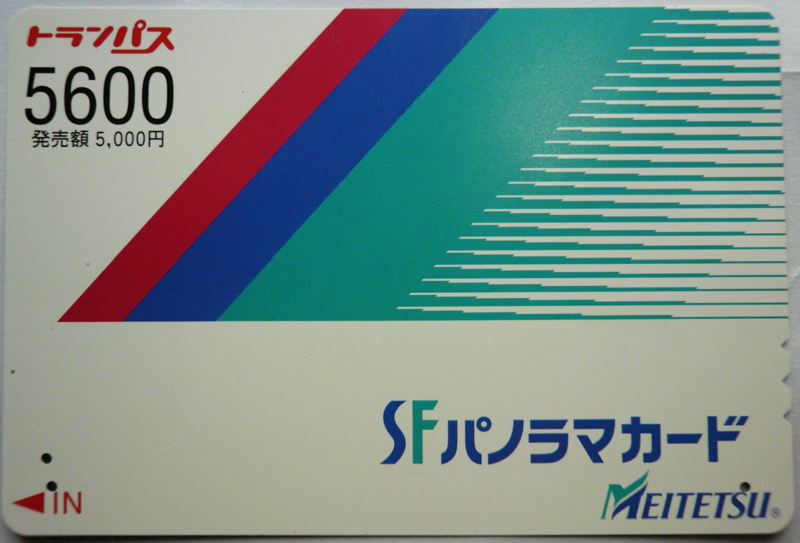
SFパノラマカード（名鉄標準デザイン）

SFパノラマカードは、名古屋鉄道が発行していた磁気記録式の乗車カード（ストアードフェアカード）である。
ここでは、その前身と言える名鉄バスカードについても述べる。

## 概要
1990年4月1日より名鉄が発行していたプリペイドカード「パノラマカード」「パノラマプラスカード」が、2002年5月31日限りで発行終了し、その後改めてこれらに代わるものとして発行開始したストアードフェアカード。
最初は2003年3月27日に名古屋市営地下鉄上飯田線と相互直通運転を開始した小牧線に導入され、駅集中管理システムと共に2007年度末までに全線への普及を目指して整備中だったが、2008年6月29日の西尾線福地 - 吉良吉田間と南桜井、竹鼻線柳津の各駅への導入を以て終了した。
名鉄を始め、愛知高速交通（リニモ）と名鉄バスの2社でも同じく「SFパノラマカード」として発売された。ただし、愛知高速交通で発売分の図柄は名古屋鉄道と名鉄バスで発売されているものとは異なる独自のものであった。また、名鉄で発売されるものは、正月や名鉄主催のイベントなどに併せて限定の図柄が発売されることが度々あった。
名古屋鉄道のほか、名鉄バス（名鉄東部交通を含む）、名古屋市交通局、名古屋臨海高速鉄道、愛知高速交通で共通使用が可能なストアードフェアシステム「トランパス」に対応していた。
ICカード乗車券manaca導入により、2011年2月10日に販売を終了し、翌年の2012年2月29日で利用終了となった。発売開始から長くて9年で使用が停止されたことになる。

## 種類
1,000円券（利用額1,000円）・2,000円券（同2,200円）・3,000円券（同3,300円）・5,000円券（同5,600円）の4種類があった。

## 発売場所
トランパスを導入している駅の自動券売機か窓口で購入することができた。なお、無人駅でも購入することができたが、逆に未導入駅では主要駅であっても購入することができなかった。

## 名鉄バスカード
名鉄バスも同社のバスカードとして導入した。基本的に同社のみのバスカードだが、当初から共通乗車制度があるが、上記同様、ICカードmanaca導入により、2011年2月10日に販売終了、2012年2月29日に利用を終了した。

### カードの種類
当初は普通バスカードが1,000円券（利用額1,050円）・2,000円券（同2,200円）・3,000円券（同3,350円）・5,000円券（同5,750円）、昼間割引バスカードが1,000円券（利用額1,150円）・2,000円券（同2,600円）・3,000円券（同3,950円）・5,000円券（同6,750円）の各4種類でそれぞれ発売していた。その後、トランパス導入時に普通バスカードの1,000円券と2,000円券が一部を除き発売終了となり、SFパノラマカードに移行している。また、昼間割引バスカードは2,000円券（利用額2,800円）の1種類のみの発売となっている。

### 共通乗車制度
当初から名古屋市交通局の基幹バスにも乗車可能だった。その後、岐阜バスグループ、岐阜市営バス（現在は岐阜バスへ移譲）、名古屋ガイドウェイバスガイドウェイバス志段味線（ゆとりーとライン）にも乗車可能エリアを拡大した。基幹バスでの共通乗車範囲は、名鉄バスが本地ヶ原線名鉄バスセンター - 三軒家間、名古屋市営バスが基幹2号系統と名古屋駅・栄 - 引山・猪高車庫間で、名鉄バスが併走しない自由ヶ丘方面へも乗車可能だった。なお、名鉄バス全体でのバスカード導入以前から基幹バスに限りSFパノラマカードの前身であるパノラマカード・パノラマプラスカード、ユリカとその前身のリリーカードが共通利用可能だった。
その後、トランパス導入時に共通乗車が一旦すべて廃止され、名古屋市交通局担当の基幹バスでは従来の本カードの利用が停止された。なお、名鉄バス担当の基幹バスでは今まで通り本カードが使用できる。
岐阜バスや岐阜市営バスとの共通乗車は、岐阜地区でバスカード導入時に従来から存在していた共通回数券を置き換える形で導入された。本カードは岐阜バス・岐阜市営バス共にバスカードが使える全線で使用可能だったが、岐阜バス及び岐阜市営バスが発行していたバスカードは愛知県内の名鉄バスでは使えず、岐阜地区の同社線のみ使用可能だった。
名鉄バスの岐阜地区撤退後も本カードは岐阜バスで使用できた。また、岐阜市営バスでは最終日まで使用できた。なお、2007年3月31日をもって岐阜バスグループ（岐阜バス・岐阜バスコミュニティ・岐阜バスコミュニティ八幡）によるバスカードの販売を終了し、ICカード「ayuca」に移行した。なお、同グループでは翌2008年3月31日をもってバスカードの使用が停止され、払い戻しは2008年9月をもって終了した。
ゆとりーとラインについても、名鉄バスが撤退したため、2009年9月30日をもって普通カードは利用できなくなった。

### 昼間割引バスカード
本カードは、従来1,000円券（利用額1,150円）・2,000円券（同2,600円）・3,000円券（同3,950円）・5,000円券（同6,750円）の4種類の昼間割引バスカードが発売されていた。トランパス導入時に名古屋市交通局発行の昼間割引バスカードであるユリカ2800との共通利用制度が始まると共にこれら4種類のバスカードの発行を停止し、名古屋市交通局と金額を揃えた2,000円券（利用額2,800円）の1種類のみに統一した。
従来の昼間割引バスカードを置き換える形になったため、名鉄バス・名古屋市営バス全線のほか、ゆとりーとラインにも使用可能。名古屋市交通局では、ユリカ2800、子供用のユリカ1400が発売されており、名鉄バス全線で使用が可能である。また、名古屋市交通局発行のこども特割ユリカ（ユリカ1100）も名鉄バスで使用可能である（当カードは地下鉄も使用可能だが、名鉄線には使用できない）。